# Hermann von Oppeln-Bronikowski
Hermann von Oppeln-Bronikowski (2 de enero de 1899-19 de septiembre de 1966) fue un jinete alemán que compitió en la modalidad de doma. Participó en los Juegos Olímpicos de Berlín 1936, obteniendo una medalla de oro en la prueba por equipos.

## Palmarés internacional
| Juegos Olímpicos | Juegos Olímpicos  | Juegos Olímpicos | Juegos Olímpicos |
| Año              | Lugar             | Medalla          | Categoría        |
| ---------------- | ----------------- | ---------------- | ---------------- |
| 1936             | Berlín (Alemania) | Medalla de oro   | Por equipos      |